# Gary Anderson (Dartspieler)
Gary Anderson (* 22. Dezember 1970 in Musselburgh) ist ein schottischer Dartspieler. Er gewann die PDC-Weltmeisterschaft 2015 und 2016. Sein früherer Spitzname in der BDO war Dream Boy, sein aktueller Spitzname in der PDC lautet The Flying Scotsman. Dies ist der Name der seit 1923 bestehenden schnellsten Zugverbindung zwischen London und Edinburgh. Fälschlicherweise wird er oft als eine Anspielung auf den Fliegenden Holländer (engl. The Flying Dutchman) verstanden. Andersons Einlaufmusik ist Jump Around von House of Pain, die mit dem Orgelintro aus Won’t Get Fooled Again von The Who eingeleitet wird.

## Leben

### Werdegang
Sowohl im Jahr 2007 als auch 2008 wurde Anderson aufgrund seiner Major-Turnier-Siege als BDO-Spieler zum PDC Grand Slam of Darts eingeladen, wobei er jeweils das Halbfinale erreichte. Ebenfalls 2007 gewann er sein erstes großes TV-Turnier, die Topic International Darts League, mit einem Finalsieg über Mark Webster. Er war der erste Spieler, der im Laufe dieses Turniers kein einziges Spiel verlor; außerdem warf er 59 Mal die Höchstpunktzahl von 180 und stellte damit den alten Rekord von Raymond van Barneveld ein. Im gleichen Jahr gewann er mit der Bullit World Darts Trophy sein zweites großes TV Turnier. Im Finale besiegte er den mehrfachen Weltmeister Phil Taylor mit 7:3.
Im Februar 2009 beendete Gary Anderson die jahrelangen Spekulationen um einen möglichen Wechsel von der BDO zur PDC, als er im Rahmen des zweiten Spieltages der Premier League Darts in Edinburgh seinen PDPA-Vertrag unterzeichnete und somit offiziell zur PDC wechselte.
Der Schotte gilt als einer der talentiertesten Profispieler überhaupt. Nach eigenen Angaben erbrachte er seine bemerkenswerten Leistungen zumindest bis zu seinem Wechsel zur PDC ohne regelmäßiges Training.
Bei den PDC World Darts Championship 2011 wurde Anderson Zweiter, sein bis dahin größter Erfolg in der PDC. Nach Siegen über Morihiro Hashimoto (3:0), Dennis Priestley (4:2), Andy Smith (4:0), Raymond van Barneveld (5:1) und Terry Jenkins (6:2) erreichte er das Finale, in dem er am 3. Januar 2011 Adrian Lewis mit 5:7 unterlag. Anderson spielte bei dieser WM den besten Average, da er in jedem Spiel bis zum Finale einen 3-Dart-Average von über 100 hatte. Lediglich im Finale hatte er einen Average von knapp unter 100.
Bei der Premier League Darts 2011 stellte Anderson im Spiel gegen Simon Whitlock mit elf 180er den Rekord der meisten 180er in einem Spiel in der Premier League Darts auf. Bei den Players Championship Finals 2011 erreichte er nach Siegen über Justin Pipe (6:4), Kevin Painter (8:5), Andy Smith (9:5) und Steve Farmer (10:7) das Finale, das er jedoch gegen Phil Taylor mit 12:13 verlor. Am 19. Mai desselben Jahres gewann er im Finale der Premier League Darts gegen den amtierenden Weltmeister Adrian Lewis mit 10:4 und holte sich somit seinen ersten Titel bei einem PDC-Major-Turnier. Während der UK Open gelang ihm am 8. Juni 2012 sein erstes Nine dart finish vor laufenden Kameras.
Nach einigen eher durchschnittlichen Jahren konnte der Schotte sein Spielniveau ab dem Beginn der Saison 2014 merklich anheben, so erreichte er z. B. im Mai das Halbfinale der Premier League, schied aber gegen den damaligen Weltmeister und Weltranglistenersten Michael van Gerwen aus.
Bei der PDC World Darts Championship 2015 im Alexandra Palace in London gewann Anderson seinen ersten WM-Titel mit einem 7:6-Finalsieg gegen den favorisierten 16-fachen Weltmeister Phil Taylor.
Bei der Premier League Darts 2015 qualifizierte sich Anderson als Nummer 3 für die Play-offs. Am 21. Mai 2015 fanden diese in der O₂-Arena (London) statt. Im Halbfinale traf Anderson auf Dave Chisnall. 10 Legs waren nötig, um die Partie zu gewinnen. Das Spiel war sehr ausgeglichen und es kam zum 9:9. Chisnall ließ 3 Matchdarts aus und Anderson beendete die Partie mit einem 116er-Finish. Damit zog er zum zweiten Mal nach 2011 ins Finale ein. Sein Gegner dort war Michael van Gerwen. Van Gerwen setzte überraschend viele Darts am Doppel vorbei und Anderson gewann mit 11:7.
Am 3. Januar 2016 konnte er seinen Weltmeistertitel in einer Neuauflage des Finals von 2011 durch einen 7:5-Finalsieg gegen Adrian Lewis verteidigen. Zudem gelang ihm im Halbfinale gegen Jelle Klaasen im 3. Leg des ersten Satzes das einzige Nine dart finish des Turniers.
Seit dem Grand Slam of Darts 2016 spielt Anderson mit Brille.
Bei der PDC-WM 2017 erreicht er zum dritten Mal hintereinander das Finale. Dort unterlag er jedoch Michael van Gerwen mit 3:7.
Nach einer mehr oder weniger enttäuschenden Weltmeisterschaft 2018, in der er bereits im Viertelfinale gegen Phil Taylor ausschied, gewann er bei den UK Open 2018 seinen ersten Major-Titel seit dem Weltmeistertitel 2016. Die Premier League Darts 2018 schloss er auf dem dritten Platz ab und qualifizierte sich somit für die Playoffs. Das World Matchplay 2018 konnte Anderson in der Verlängerung im Finale gegen Mensur Suljović mit 21:19 gewinnen. Im heiß umkämpften Viertelfinale gegen Joe Cullen warf er ein dazu Nine dart finish. Am 23. September gewann er zum ersten Mal die Champions League of Darts. Beim Grand Slam erreichte er das Finale, nachdem er im Halbfinale Michael van Gerwen geschlagen hatte. Das Finale verlor er jedoch gegen Gerwyn Price. Bei den Players Championship Finals konnte er erneut ins Halbfinale einziehen, musste sich diesmal jedoch van Gerwen geschlagen geben.
Bei der Weltmeisterschaft 2019 konnte er ins Halbfinale vordringen, wo er jedoch gegen den späteren Weltmeister van Gerwen mit 1:6 verlor. Anschließend plagten ihn Rückenprobleme, sodass er seine Teilnahme an der Premier League und am Masters absagte. Sein Comeback gab er bei den UK Open. Dort musste er sich jedoch in der vierten Runde Steve Beaton geschlagen geben. Im Juni 2019 gewann er schließlich gemeinsam mit Peter Wright den World Cup of Darts. Dies war der erste schottische Sieg in der Geschichte des Turniers.
Bei der Weltmeisterschaft 2020 konnte er seine ersten beiden Spiele gewinnen, ehe er im Achtelfinale gegen Nathan Aspinall ausschied. Bei der Premier League erreichte er die Play-offs, verlor jedoch das Halbfinale gegen den späteren Turniersieger Glen Durrant. Bei den Players Championships gewann er das Players Championship 1. Beim World Matchplay 2020 konnte er bis ins Finale vordringen, verlor dieses jedoch gegen Dimitri Van den Bergh.
Bei der Weltmeisterschaft 2021 überzeugte er erneut. Durch einen 6:3-Sieg im Halbfinale gegen Dave Chisnall erreichte er das Finale, in dem er sich jedoch Gerwyn Price mit 3:7 geschlagen geben musste. Bei der Premier League Darts erreichte er den achten Rang. Im weiteren Verlauf des Jahres erreichte der Schotte sowohl bei einem TV-Turnier als auch auf der Pro Tour kein einziges Finale.
Beim abschließenden Turnier des Jahres 2021, der PDC World Darts Championship 2022, erreichte Anderson entgegen seiner fallenden Formkurve das Halbfinale, woraufhin er erneut eine Wildcard für die Premier League erhielt. Bei dieser gewann er durch einen 6:4-Sieg gegen Michael Smith den sechsten Spieltag in Nottingham. Auf der Pro Tour erreichte er erstmals nach über zwei Jahren bei den Players Championship 5 wieder ein Finale. Bei den Players Championships 2023 gewann er mit Turnier 8 nach über drei Jahren wieder einen Titel. Weitere Siege folgten bei den Turnieren 24 und 25. Beim World Cup of Darts 2023 erreichte er gemeinsam mit Peter Wright das Finale. Anfang 2024 gewann Anderson das Players Championship 2 und am 21. April mit dem European Darts Grand Prix seinen ersten Bühnentitel seit dem World Cup 2019 und seinen ersten European-Tour-Titel seit über zehn Jahren.

### Privates
Aus seiner ersten Ehe mit Rosemary hat Anderson zwei Söhne (* 1995, * 1999). Im Januar 2022 heiratete Anderson seine langjährige Partnerin Rachel Ford. Mit ihr hat er einen Sohn (* 2014) und eine Tochter (* 2017).

## Weltmeisterschaftsresultate

### BDO
- 2002: 1. Runde (0:3-Niederlage gegen  Stefan Nagy)
- 2003: Halbfinale (2:5-Niederlage gegen  Ritchie Davies)
- 2004: 1. Runde (0:3-Niederlage gegen  Tony O’Shea)
- 2005: 1. Runde (0:3-Niederlage gegen  Raymond van Barneveld)
- 2006: Achtelfinale (1:4-Niederlage gegen  Raymond van Barneveld)
- 2007: 1. Runde (1:3-Niederlage gegen  Albertino Essers)
- 2008: 1. Runde (2:3-Niederlage gegen  Fabian Roosenbrand)
- 2009: Viertelfinale (3:5-Niederlage gegen  Tony O’Shea)

### PDC
- 2010: 2. Runde (0:4-Niederlage gegen  Ronnie Baxter)
- 2011: Finale (5:7-Niederlage gegen  Adrian Lewis)
- 2012: Viertelfinale (1:5-Niederlage gegen  Simon Whitlock)
- 2013: Achtelfinale (0:4-Niederlage gegen  Raymond van Barneveld)
- 2014: Achtelfinale (3:4-Niederlage gegen  Michael van Gerwen)
- 2015: Sieger (7:6-Sieg gegen  Phil Taylor)
- 2016: Sieger (7:5-Sieg gegen  Adrian Lewis)
- 2017: Finale (3:7-Niederlage gegen  Michael van Gerwen)
- 2018: Viertelfinale (3:5-Niederlage gegen  Phil Taylor)
- 2019: Halbfinale (1:6-Niederlage gegen  Michael van Gerwen)
- 2020: Achtelfinale (2:4-Niederlage gegen  Nathan Aspinall)
- 2021: Finale (3:7-Niederlage gegen  Gerwyn Price)
- 2022: Halbfinale (4:6-Niederlage gegen  Peter Wright)
- 2023: 3. Runde (1:4-Niederlage gegen  Chris Dobey)
- 2024: Achtelfinale (3:4-Niederlage gegen  Brendan Dolan)
- 2025: 2. Runde (0:3-Niederlage gegen  Jeffrey de Graaf)

## Turnierergebnisse
| Turnier                                    | 2000               | 2001                       | 2002                       | 2003                       | 2004                       | 2005                       | 2006                       | 2007                       | 2008                       | 2009                           | 2010                           | 2011                           | 2011                           | 2012                           | 2013                           | 2014                           | 2015                           | 2016                           | 2017                           | 2018                           | 2019                           | 2020                           | 2021                           | 2022                           | 2023                           | 2024                           | 2025                           |                   |
| ------------------------------------------ | ------------------ | -------------------------- | -------------------------- | -------------------------- | -------------------------- | -------------------------- | -------------------------- | -------------------------- | -------------------------- | ------------------------------ | ------------------------------ | ------------------------------ | ------------------------------ | ------------------------------ | ------------------------------ | ------------------------------ | ------------------------------ | ------------------------------ | ------------------------------ | ------------------------------ | ------------------------------ | ------------------------------ | ------------------------------ | ------------------------------ | ------------------------------ | ------------------------------ | ------------------------------ | ----------------- |
| BDO-Major-Turniere                         |                    |                            |                            |                            |                            |                            |                            |                            |                            |                                |                                |                                |                                |                                |                                |                                |                                |                                |                                |                                |                                |                                |                                |                                |                                |                                |                                |                   |
| Weltmeisterschaft                          | n/t                | n/t                        | R1                         | HF                         | R1                         | R1                         | AF                         | R1                         | R1                         | VF                             | nicht teilgenommen             | nicht teilgenommen             | nicht teilgenommen             | nicht teilgenommen             | nicht teilgenommen             | nicht teilgenommen             | nicht teilgenommen             | nicht teilgenommen             | nicht teilgenommen             | nicht teilgenommen             | nicht teilgenommen             | nicht teilgenommen             | nicht teilgenommen             | Verband insolvent              | Verband insolvent              | Verband insolvent              | Verband insolvent              | Verband insolvent |
| World Masters                              | n/t                | R3                         | n/t                        | VF                         | R3                         | VF                         | R4                         | n/t                        | AF                         | nicht teilgenommen             | nicht teilgenommen             | nicht teilgenommen             | nicht teilgenommen             | nicht teilgenommen             | nicht teilgenommen             | nicht teilgenommen             | nicht teilgenommen             | nicht teilgenommen             | nicht teilgenommen             | nicht teilgenommen             | nicht teilgenommen             | n/a                            |                                | Verband insolvent              | Verband insolvent              | Verband insolvent              | Verband insolvent              | Verband insolvent |
| WDF-Platin-/Major-Turniere                 |                    |                            |                            |                            |                            |                            |                            |                            |                            |                                |                                |                                |                                |                                |                                |                                |                                |                                |                                |                                |                                |                                |                                |                                |                                |                                |                                |                   |
| International League                       | nicht ausgetragen  | nicht ausgetragen          | nicht ausgetragen          | n/t                        | GP                         | n/t                        | GP                         | S                          | nicht ausgetragen          | nicht ausgetragen              | nicht ausgetragen              | nicht ausgetragen              | nicht ausgetragen              | nicht ausgetragen              | nicht ausgetragen              | nicht ausgetragen              | nicht ausgetragen              | nicht ausgetragen              | nicht ausgetragen              | nicht ausgetragen              | nicht ausgetragen              | nicht ausgetragen              | nicht ausgetragen              | nicht ausgetragen              | nicht ausgetragen              | nicht ausgetragen              | nicht ausgetragen              |                   |
| World Trophy                               | n/a                | n/a                        | n/t                        | AF                         | R1                         | R1                         | AF                         | S                          | nicht ausgetragen          | nicht ausgetragen              | nicht ausgetragen              | nicht ausgetragen              | nicht ausgetragen              | nicht ausgetragen              | nicht ausgetragen              | nicht ausgetragen              | nicht ausgetragen              | nicht ausgetragen              | nicht ausgetragen              | nicht ausgetragen              | nicht ausgetragen              | nicht ausgetragen              | nicht ausgetragen              | nicht ausgetragen              | nicht ausgetragen              | nicht ausgetragen              | nicht ausgetragen              |                   |
| WDF World Cup                              | n/a                | R3                         | n/a                        | AF                         | n/a                        | R3                         | n/a                        | n/t                        | n/a                        | n/t                            | n/a                            | n/t                            | n/t                            | n/a                            | n/t                            | n/a                            | n/t                            | n/a                            | n/t                            | n/a                            | n/t                            | nicht ausgetragen              | nicht ausgetragen              | nicht ausgetragen              | n/t                            | n/a                            | n/t                            |                   |
| WDF Europe Cup                             | R2                 | n/a                        | AF                         | n/a                        | R3                         | n/a                        | VF                         | n/a                        | n/t                        | n/a                            | n/t                            | n/a                            | n/a                            | n/t                            | n/a                            | n/t                            | n/a                            | n/t                            | n/a                            | n/t                            | n/a                            | n/t                            | n/a                            | n/t                            | n/a                            | n/t                            | n/a                            |                   |
| Finder Masters                             | nicht teilgenommen | nicht teilgenommen         | nicht teilgenommen         | nicht teilgenommen         | nicht teilgenommen         | nicht teilgenommen         | n/a                        | S                          | S                          | nicht teilgenommen             | nicht ausgetragen              | nicht ausgetragen              | nicht ausgetragen              | nicht ausgetragen              | nicht ausgetragen              | nicht ausgetragen              | nicht ausgetragen              |                                |                                |                                |                                |                                |                                |                                |                                |                                |                                |                   |
| PDC-Ranking-Turniere                       |                    |                            |                            |                            |                            |                            |                            |                            |                            |                                |                                |                                |                                |                                |                                |                                |                                |                                |                                |                                |                                |                                |                                |                                |                                |                                |                                |                   |
| Weltmeisterschaft                          | nicht teilgenommen | nicht teilgenommen         | nicht teilgenommen         | nicht teilgenommen         | nicht teilgenommen         | nicht teilgenommen         | nicht teilgenommen         | nicht teilgenommen         | nicht teilgenommen         | nicht teilgenommen             | R2                             | F                              | F                              | VF                             | AF                             | AF                             | S                              | S                              | F                              | VF                             | HF                             | AF                             | F                              | HF                             | R3                             | AF                             | R2                             |                   |
| World Masters                              | nicht ausgetragen  | nicht ausgetragen          | nicht ausgetragen          | nicht ausgetragen          | nicht ausgetragen          | nicht ausgetragen          | nicht ausgetragen          | nicht ausgetragen          | nicht ausgetragen          | nicht ausgetragen              | nicht ausgetragen              | nicht ausgetragen              | nicht ausgetragen              | nicht ausgetragen              | nicht ausgetragen              | nicht ausgetragen              | nicht ausgetragen              | nicht ausgetragen              | nicht ausgetragen              | nicht ausgetragen              | nicht ausgetragen              | nicht ausgetragen              | nicht ausgetragen              | nicht ausgetragen              | nicht ausgetragen              | nicht ausgetragen              | R1                             |                   |
| UK Open                                    | nicht ausgetragen  | nicht ausgetragen          | nicht ausgetragen          | nicht teilgenommen         | nicht teilgenommen         | nicht teilgenommen         | nicht teilgenommen         | nicht teilgenommen         | nicht teilgenommen         | R2                             | F                              | R4                             | R4                             | R4                             | R4                             | AF                             | R3                             | R4                             | R3                             | S                              | R4                             | AF                             | R4                             | R4                             | AF                             | AF                             | R4                             |                   |
| Desert Classic                             | n/a                | n/a                        | nicht teilgenommen         | nicht teilgenommen         | nicht teilgenommen         | nicht teilgenommen         | nicht teilgenommen         | nicht teilgenommen         | nicht teilgenommen         | VF                             | nicht teilgenommen             | nicht teilgenommen             | nicht teilgenommen             | nicht teilgenommen             | nicht teilgenommen             | nicht teilgenommen             | nicht teilgenommen             | nicht teilgenommen             | nicht teilgenommen             | nicht teilgenommen             | nicht teilgenommen             | nicht teilgenommen             | nicht teilgenommen             | nicht teilgenommen             | nicht teilgenommen             | nicht teilgenommen             | nicht teilgenommen             |                   |
| World Matchplay                            | nicht teilgenommen | nicht teilgenommen         | nicht teilgenommen         | nicht teilgenommen         | nicht teilgenommen         | nicht teilgenommen         | nicht teilgenommen         | nicht teilgenommen         | nicht teilgenommen         | AF                             | AF                             | R1                             | R1                             | R1                             | AF                             | HF                             | AF                             | HF                             | AF                             | S 2                            | AF                             | F                              | AF                             | R1                             | AF                             | R1                             | AF                             |                   |
| World Grand Prix                           | nicht teilgenommen | nicht teilgenommen         | nicht teilgenommen         | nicht teilgenommen         | nicht teilgenommen         | nicht teilgenommen         | nicht teilgenommen         | nicht teilgenommen         | nicht teilgenommen         | AF                             | VF                             | R1                             | R1                             | R1                             | VF                             | HF                             | AF                             | F                              | n/t                            | VF                             | AF                             | VF                             | R1                             | R1                             | AF                             | AF                             |                                |                   |
| European Ch'ship                           | nicht ausgetragen  | nicht ausgetragen          | nicht ausgetragen          | nicht ausgetragen          | nicht ausgetragen          | nicht ausgetragen          | nicht ausgetragen          | nicht ausgetragen          | n/t                        | VF                             | R1                             | AF                             | AF                             | n/q                            | n/q                            | R1                             | F                              | R1                             | nicht qualifiziert             | nicht qualifiziert             | nicht qualifiziert             | nicht qualifiziert             | nicht qualifiziert             | nicht qualifiziert             | nicht qualifiziert             | VF                             |                                |                   |
| Grand Slam of Darts                        | nicht ausgetragen  | nicht ausgetragen          | nicht ausgetragen          | nicht ausgetragen          | nicht ausgetragen          | nicht ausgetragen          | nicht ausgetragen          | kein Ranking-Turnier       | kein Ranking-Turnier       | kein Ranking-Turnier           | kein Ranking-Turnier           | kein Ranking-Turnier           | kein Ranking-Turnier           | kein Ranking-Turnier           | kein Ranking-Turnier           | kein Ranking-Turnier           | AF                             | HF                             | HF                             | F                              | VF                             | AF                             | AF                             | n/q                            | VF                             | HF                             |                                |                   |
| Players Ch'ship Finals                     | nicht ausgetragen  | nicht ausgetragen          | nicht ausgetragen          | nicht ausgetragen          | nicht ausgetragen          | nicht ausgetragen          | nicht ausgetragen          | nicht ausgetragen          | nicht ausgetragen          | n/t                            | R1                             | F                              | AF                             | VF                             | VF                             | S                              | AF                             | R2                             | R1                             | HF                             | n/q                            | R2                             | R2                             | R2                             | R2                             | R1                             |                                |                   |
| PDC-Turniere ohne Einfluss auf das Ranking |                    |                            |                            |                            |                            |                            |                            |                            |                            |                                |                                |                                |                                |                                |                                |                                |                                |                                |                                |                                |                                |                                |                                |                                |                                |                                |                                |                   |
| The Masters                                | nicht ausgetragen  | nicht ausgetragen          | nicht ausgetragen          | nicht ausgetragen          | nicht ausgetragen          | nicht ausgetragen          | nicht ausgetragen          | nicht ausgetragen          | nicht ausgetragen          | nicht ausgetragen              | nicht ausgetragen              | nicht ausgetragen              | nicht ausgetragen              | nicht ausgetragen              | nicht ausgetragen              | VF                             | HF                             | AF                             | F                              | HF                             | n/q                            | HF                             | AF                             | AF                             | AF                             | n/q                            | n/a                            |                   |
| Premier League Darts                       | nicht ausgetragen  | nicht ausgetragen          | nicht ausgetragen          | nicht ausgetragen          | nicht ausgetragen          | nicht eingeladen           | nicht eingeladen           | nicht eingeladen           | nicht eingeladen           | nicht eingeladen               | nicht eingeladen               | S 1                            | S 1                            | 8.                             | 10.                            | HF                             | S                              | HF                             | HF                             | HF                             | n/t                            | HF                             | 8.                             | 8.                             | nicht eingeladen               | nicht eingeladen               | nicht eingeladen               |                   |
| World Cup of Darts                         | nicht ausgetragen  | nicht ausgetragen          | nicht ausgetragen          | nicht ausgetragen          | nicht ausgetragen          | nicht ausgetragen          | nicht ausgetragen          | nicht ausgetragen          | nicht ausgetragen          | nicht ausgetragen              | VF                             | n/a                            | n/a                            | AF                             | AF                             | n/t                            | F                              | VF                             | R1                             | F                              | S                              | n/t                            | n/t                            | n/t                            | F                              | HF                             | AF                             |                   |
| Champions League                           | nicht ausgetragen  | nicht ausgetragen          | nicht ausgetragen          | nicht ausgetragen          | nicht ausgetragen          | nicht ausgetragen          | nicht ausgetragen          | nicht ausgetragen          | nicht ausgetragen          | nicht ausgetragen              | nicht ausgetragen              | nicht ausgetragen              | nicht ausgetragen              | nicht ausgetragen              | nicht ausgetragen              | nicht ausgetragen              | nicht ausgetragen              | HF                             | F                              | S                              | GP                             | nicht ausgetragen              | nicht ausgetragen              | nicht ausgetragen              | nicht ausgetragen              | nicht ausgetragen              | nicht ausgetragen              |                   |
| Championship League                        | nicht ausgetragen  | nicht ausgetragen          | nicht ausgetragen          | nicht ausgetragen          | nicht ausgetragen          | nicht ausgetragen          | nicht ausgetragen          | nicht ausgetragen          | n/t                        | n/t                            | GP                             | 6.                             | 6.                             | GP                             | GP                             | nicht ausgetragen              | nicht ausgetragen              | nicht ausgetragen              | nicht ausgetragen              | nicht ausgetragen              | nicht ausgetragen              | nicht ausgetragen              | nicht ausgetragen              | nicht ausgetragen              | nicht ausgetragen              | nicht ausgetragen              | nicht ausgetragen              |                   |
| World Series Finals                        | nicht ausgetragen  | nicht ausgetragen          | nicht ausgetragen          | nicht ausgetragen          | nicht ausgetragen          | nicht ausgetragen          | nicht ausgetragen          | nicht ausgetragen          | nicht ausgetragen          | nicht ausgetragen              | nicht ausgetragen              | nicht ausgetragen              | nicht ausgetragen              | nicht ausgetragen              | nicht ausgetragen              | nicht ausgetragen              | AF                             | AF                             | F                              | AF                             | AF                             | n/t                            | AF                             | AF                             | n/t                            | n/t                            |                                |                   |
| Grand Slam of Darts                        | nicht ausgetragen  | nicht ausgetragen          | nicht ausgetragen          | nicht ausgetragen          | nicht ausgetragen          | nicht ausgetragen          | nicht ausgetragen          | HF                         | HF                         | AF                             | VF                             | F                              | F                              | AF                             | AF                             | AF                             | Ranking-Turnier                | Ranking-Turnier                | Ranking-Turnier                | Ranking-Turnier                | Ranking-Turnier                | Ranking-Turnier                | Ranking-Turnier                | Ranking-Turnier                | Ranking-Turnier                | Ranking-Turnier                | Ranking-Turnier                |                   |
| Karrierestatistiken                        |                    |                            |                            |                            |                            |                            |                            |                            |                            |                                |                                |                                |                                |                                |                                |                                |                                |                                |                                |                                |                                |                                |                                |                                |                                |                                |                                |                   |
| Jahresendplatzierung                       | unbekannt          | unbekannt                  | unbekannt                  | 7                          | unbekannt                  | unbekannt                  | 2                          | 2                          | 1                          | 34                             | 11                             | 4                              | 4                              | 4                              | 18                             | 4                              | 2                              | 2                              | 3                              | 4                              | 5                              | 13                             | 6                              | 22                             | 27                             | 14                             |                                |                   |
| Verband                                    |                    | British Darts Organisation | British Darts Organisation | British Darts Organisation | British Darts Organisation | British Darts Organisation | British Darts Organisation | British Darts Organisation | British Darts Organisation | Professional Darts Corporation | Professional Darts Corporation | Professional Darts Corporation | Professional Darts Corporation | Professional Darts Corporation | Professional Darts Corporation | Professional Darts Corporation | Professional Darts Corporation | Professional Darts Corporation | Professional Darts Corporation | Professional Darts Corporation | Professional Darts Corporation | Professional Darts Corporation | Professional Darts Corporation | Professional Darts Corporation | Professional Darts Corporation | Professional Darts Corporation | Professional Darts Corporation |                   |

| Legende zu den Turnierergebnissen | Legende zu den Turnierergebnissen | Legende zu den Turnierergebnissen | Legende zu den Turnierergebnissen | Legende zu den Turnierergebnissen | Legende zu den Turnierergebnissen | Legende zu den Turnierergebnissen | Legende zu den Turnierergebnissen | Legende zu den Turnierergebnissen | Legende zu den Turnierergebnissen |
| --------------------------------- | --------------------------------- | --------------------------------- | --------------------------------- | --------------------------------- | --------------------------------- | --------------------------------- | --------------------------------- | --------------------------------- | --------------------------------- |
| n/t                               | nicht teilgenommen                | n/q                               | nicht qualifiziert                | n/a                               | nicht ausgetragen                 | #R                                | Aus in jeweiliger Runde           | GP                                | Aus in der Gruppenphase           |
| AF                                | Achtelfinalist                    | VF                                | Viertelfinalist                   | HF                                | Halbfinalist                      | F                                 | Turnierfinalist                   | S                                 | Turniersieger                     |

### Weitere Turniersiege

#### BDO
- 2001: Welsh Open
- 2003: Scottish Masters, Northern Ireland Open
- 2004: German Open
- 2006: Scottish Masters
- 2007: Scottish Open, British Open, Northern Ireland Open
- 2008: German Open, Welsh Open, BDO International Grand Prix

#### PDC
- Players Championships
  - Players Championships 2010: 15, 20, 31
  - Players Championships 2011: 9, 13, 14, 18, 19
  - Players Championships 2014: 1, 3, 11, 13, 20
  - Players Championships 2015: 1, 20
  - Players Championships 2016: 12
  - Players Championships 2017: 2, 10, 14
  - Players Championships 2018: 3, 4, 11
  - Players Championships 2020: 1
  - Players Championships 2023: 8, 24, 25
  - Players Championships 2024: 2, 22
  - Players Championships 2025: 7
- UK Open Qualifiers
  - UK Open Qualifiers 2010: 4
  - UK Open Qualifiers 2011: 5, 7
  - UK Open Qualifiers 2014: 5
  - UK Open Qualifiers 2016: 4
  - UK Open Qualifiers 2018: 4
- European Darts Tour
  - European Darts Tour 2014: (1) German Darts Championship
  - European Darts Tour 2024: (1) European Darts Grand Prix
  - European Darts Tour 2025: (1) European Darts Grand Prix
- World Series of Darts
  - World Series of Darts 2016: (3) Dubai Darts Masters, Auckland Darts Masters, Tokyo Darts Masters
  - World Series of Darts 2017: (2) Dubai Darts Masters, Perth Darts Masters
  - World Series of Darts 2018: (1) US Darts Masters Masters